# Langues en Slovénie
La langue officielle de la Slovénie est le slovène, qui appartient au groupe des langues slaves méridionales. Le hongrois et l’italien bénéficient d’un statut de langue officielle dans les régions pluriethniques le long des frontières hongroise et italienne. L'anglais et l'allemand sont deux langues très présentes, surtout chez les plus jeunes, et se retrouvent par exemple dans le secteur du commerce ou du tourisme. L'allemand progresse beaucoup depuis 2010, car de nombreux jeunes Slovènes partent travailler en Allemagne et en Autriche.

## Langues étrangères les plus étudiées
Les langues étrangères les plus étudiées en pourcentage d’élèves qui les apprennent dans l’enseignement secondaire inférieur (CITE 2) en 2009/2010 sont les suivantes, :
| Rang |
| ---- |
| 1    |
| 2    |
| 3    |
| 4    |
| -    |
| -    |

| Langue   | %       |
| -------- | ------- |
| Anglais  | 100,0 % |
| Allemand | 35,7 %  |
| Français | 2,6 %   |
| Italien  | 2,2 %   |
| Espagnol | 2,1 %   |
| Russe    | 0,0 %   |

Les langues étrangères les plus étudiées en pourcentage d’élèves qui les apprennent dans l’enseignement secondaire supérieur (CITE 3) d’orientation générale et préprofessionnelle/professionnelle en 2009/2010 sont les suivantes :
| Rang |
| ---- |
| 1    |
| 2    |
| 3    |
| 4    |
| -    |
| -    |

| Langue   | %      |
| -------- | ------ |
| Anglais  | 91,7 % |
| Allemand | 45,9 % |
| Italien  | 10,3 % |
| Espagnol | 4,5 %  |
| Français | 3,8 %  |
| Russe    | 0,5 %  |

Note : Le français n'apparait pas dans les 4 langues les plus étudiées.
Les pourcentages d'élèves étudiant l'anglais, le français, l'allemand, l'espagnol et le russe dans l’enseignement secondaire supérieur (niveau CITE 3) d’orientation générale en 2009/2010 sont les suivants :
| Rang |
| ---- |
| -    |
| -    |
| -    |
| -    |
| -    |
| -    |

| Langue   | %          |
| -------- | ---------- |
| Anglais  | 98,2 %     |
| Allemand | 68,9 %     |
| Italien  | 0 à 29,4 % |
| Espagnol | 11,0 %     |
| Français | 10,3 %     |
| Russe    | 1,4 %      |

Les pourcentages d'élèves étudiant l'anglais, le français, l'allemand, l'espagnol et le russe dans l’enseignement secondaire supérieur (niveau CITE 3) d’orientation préprofessionnelle/professionnelle en 2009/2010 sont les suivants :
| Rang |
| ---- |
| -    |
| -    |
| -    |
| -    |
| -    |
| -    |

| Langue   | %          |
| -------- | ---------- |
| Anglais  | 88,1 %     |
| Allemand | 33,4 %     |
| Italien  | 0 à 15,9 % |
| Espagnol | 0,9 %      |
| Français | 0,2 %      |
| Russe    | 0,0 %      |